# Sweltsa illiesi
Sweltsa illiesi är en bäcksländeart som beskrevs av Zhiltzova och Levanidova 1978. Sweltsa illiesi ingår i släktet Sweltsa och familjen blekbäcksländor. Inga underarter finns listade i Catalogue of Life.